# Valentina Trespalacios
Valentina Trespalacios Hidalgo (Bogotá, 16 de diciembre de 2001 - Bogotá, 22 de enero de 2023) fue una reconocida DJ e influencer colombiana. Su trágica muerte, posteriormente tipificada como feminicidio, conmocionó al país y a la opinión pública internacional.
El cuerpo de Valentina fue hallado en un contenedor de basura, descubierto por un habitante de calle que indagaba en el lugar. Valentina se encontraba sin vida dentro de una maleta, víctima de estrangulamiento por parte de su pareja. La rápida investigación policial llevó a la identificación y captura del responsable.

## Biografía
Nació el 16 de diciembre de 2001 en Bogotá, donde terminó su bachillerato. Desde su adolescencia, se interesó en animar en disc jockeys mientras realizó un estudio profesional. En 2019 empezó su carrera animando fiestas y eventos sociales recorriendo varios países latinoamericanos además grabó una sección de música electrónica en la plataforma Sound Clound y hacía contenidos en su red social Instagram tenía 15.000 seguidores.

## Asesinato
En diciembre de 2021, Trespalacios conoció al ciudadano estadounidense John Poulos a través de una red social. Iniciaron una relación sentimental, y él la acompañaba ocasionalmente en sus presentaciones como DJ.
El 22 de enero de 2023, Valentina fue encontrada sin vida en el barrio Fontibón. Su cuerpo presentaba signos de agresión física y tortura, y estaba envuelto en una bolsa de basura, siendo descubierto por un reciclador. Según informes y testimonios, un día antes de su asesinato, Trespalacios y Poulos residieron en un conjunto residencial cercano al lugar donde fue hallado el cuerpo. Se determinó que Poulos sacó una voluminosa bolsa y la transportó en un carro de supermercado hasta un contenedor de basura.
El 26 de enero, Medicina Legal dictaminó la causa de su muerte:

La autopsia de Valentina Trespalacios concluyó que se encontró un surco de presión en la región hioidea, la parte ubicada debajo de la lengua y encima del cartílago tiroides, en la porción anterior del cuello. La causa de su muerte fue asfixia por estrangulamiento.

El mismo día del fallecimiento de Trespalacios, Poulos había huido de Colombia con destino a Turquía, haciendo conexión en Panamá. Fue capturado el 25 de enero en Panamá, gracias a la circulación de su identificación, y posteriormente fue deportado a Colombia. 
Tras varias audiencias de imputación de cargos, Poulos fue enviado a una cárcel de máxima seguridad, considerado un peligro para la sociedad, especialmente para las mujeres. Se ha revelado que Poulos tiene antecedentes de celos compulsivos y obsesivos, lo que se presume fue el motivo del asesinato de Trespalacios.